# Jean Prahm
Jean Prahm (* 20. September 1978 in Waterford als Jean Racine) ist eine ehemalige US-amerikanische Bobsportlerin.

## Karriere
Jean Racine begann zunächst als 13-jährige Rennrodlerin und gehörte von 1992 bis 1996 dem US-Juniorennationalteam der Sportart an. 1996 wechselte sie zum Bobsport und wurde von Bill Tavares trainiert. Seit 1999 gehörte sie dem Nationalkader an, nahm aber schon vorher an internationalen Wettkämpfen teil. In der Saison 1998/99 belegte sie zusammen mit Anschieberin Krista Ford den zweiten Platz in der Gesamtwertung des Bob-Weltcups hinter Françoise Burdet. In den folgenden beiden Saisons gewann sie den Weltcup und war damit die erste Pilotin nach einer bis dahin vorherrschenden Dominanz Schweizer Pilotinnen und vor der Dominanz deutscher Fahrerinnen. 2001/02 wurde sie Dritte der Gesamtwertung, 2003/04 nochmals Zweite und 2004/05 Vierte. In acht Jahren im Weltcup konnte sie sich fünfmal unter den Top 5 des Gesamtweltcups platzieren.
Bei den Weltmeisterschaften 2000 in Winterberg und 2001 in Calgary gewann Racine mit ihrer Anschieberin Jennifer Davidson jeweils die Silbermedaillen, 2004 in Königssee Bronze mit Vonetta Flowers. 2005 in Calgary wurde sie Fünfte. 2005 heiratete Racine den Baseball-Spieler Ryan Prahm. Bei den Olympischen Spielen 2002 in Salt Lake City wurde sie mit Gea Johnson Fünfte, 2006 in Turin mit Flowers Sechste. Nach den Spielen von Turin beendete sie ihre Karriere.